# Germanobàltics
Els germanobàltics o bàltics eren alemanys ètnics que habitaven a l'est del mar Bàltic, que avui dia serien les terres on són Estònia, Letònia. La població dels alemanys bàltics mai no van superar el 10% del total. Durant diversos segles, van formar l'elit social, comercial, cultural d'aquestes regions. Alguns d'ells van arribar a tenir alts càrrecs militars a la Rússia Imperial, particularment a Sant Petersburg.
El 1881, hi havia aproximadament 46.700 alemanys a Estònia (5,3% de la població). D'acord amb els cens de l'imperi rus de 1897, hi havia 120.191 alemanys a Letònia, o, el 6,2% de la població.
Als segles xii i xiii, els primers alemanys van arribar a la regió com a part de l'assentament alemany cap a l'est (Ostsiedlung) i la conversió al cristianisme de la regió bàltica, aleshores encara pagana, per l'Orde dels Germans Livonians de l'Espasa. Mai no van constituir més del 10% de la població, però van formar el grup de població més nombrós a gairebé totes les ciutats bàltiques que van prosperar gràcies a la introducció del dret de Magdeburg.
Aviat la llengua de l'administració municipal va esdevenir el germanobàltic, basat en el baix alemany mentrestant el llatí es va introduir en l'administració clerical. Després de les Croades de Livònia, els alemanys, tot i que van romandre un grup ètnic minoritari, van controlar ràpidament totes les administracions de govern, la política, l'economia, l'educació i la cultura d'aquestes àrees durant més de set cents anys, fins al 1918. Encara que la gran majoria de les terres urbanes van ser colonitzades pels comerciants, les finques rurals aviat van ser controlades pels croats i els seus descendents. Exemples d'aquests últims són el castell de Kokenhusen a Livònia, i castell de Doblen (derruït al segle xix quan es va construir una nova casa de camp, la «Villa Todleben»), i la mansió de Postenden a Curlàndia. Amb el declivi del llatí, l'alemany ràpidament va esdevenir la llengua de documents oficials, del comerç i dels assumptes de govern durant segles, fins al 1919.
Els reis de l'Imperi de Suècia fins al 1710 i als tsars de l'imperi de rus fins al 1917, tots els successius governs van permetre als alemanys bàltics mantenir els privilegis de classe i el poder especial a l'administració dels dos països. Cap a final del segle xix, la regió va sofrír una russificació creixent. El rus va esdevenir la llengua oficial dels estats bàltics, i fins i tot la Universitat de Dorpat, anteriorment de parla alemanya, va començar a ensenyar en rus.
A diferència dels alemanys bàltics, a la majoria dels estonians i dels letons se'ls havia restringit els drets i els privilegis, residien principalment a zones rurals en condició de serfs, comerciants o com a servents a les cases urbanes. Aquest sistema social va estar establert a la Rússia Imperial fins ben entrat el segle xix, quan la servitud va ser abolida i varen poder guanyar drets i llibertats polítiques.
Els germanobàltics van perdre els privilegis de classe amb l'ocàs de l'Imperi rus a la Revolució bolxevic de 1917 i la independència d'Estònia i Letònia entre 1918 i 1919. Després d'aquest procés, molts alemanys bàltics tornar cap a Alemanya, però, que per a ells era un país estrany com qualsevol altre, si exceptuem la llengua que parlaven. Alguns es van quedar com a ciutadans dels nous països independents.
Llur història i presència als països bàltics va acabar després de la signatura del Pacte Molotov-Ribbentrop l'agost de 1939 i les posteriors transferències de població. El Govern Nazi va restablir uns 127.000 germanobàltics per a colonitzar les terres de Polònia que Alemanya havia annexionat, sobretot a l'oest del país.